# Vlažna forma senilne degeneracije makule
Vlažna forma senilne degeneracije makule (VFSDM) predstavlja teži, mnogo opasniji po vid, oblik senilne degeneracije makule. Karakteriše se urastanjem novoformiranih krvnih sudova usled odizanja i destrukcije pigmentnog sloja mrežnjače (retine). Ovako novonastali krvni sudovi (horoidalna neovaskularizacija ili CNV) su lošijeg kvaliteta i povećane propustljivosti, što ima za posledicu izlivanja tečnosti i krvi ispod i/u mrežnjaču. Ova forma oboljenja završava se destrukcijom i atrofijom tkiva mrežnjače uz stvaranje ožiljaka u makuli (žutoj mrlji) koji dovode do drastičnog smanjenja vidne oštrine bolesnika na obolelom oku.
VFSDM je danas, vodeći uzrok ozbiljnog gubitka vida i nepovratnog slepila kod ljudi starijih od 65 godina u Severnoj Americi, Evropi, Australiji i Aziji; njena prevalenca će verovatno i nadalje rasti kao posledica eksponencijalnog starenja populacije na globalnom nivou.
VFSDM kao hronično doživotno stanje zahteva kontinuirano lečenje uz redovno lečenje i kontrolu aktivnosti eksudativne bolesti. Vodeća terapija u lečenju vlažne forme senilne makularne degeneracije je terapije laserom ili takozvanim pametnim lekovima, odnosno anti-VEGF terapijom. Ipak, treba napomenuti da ne postoji nijedna zvanična terapija koja u potpunosti vraća već izgubljeni vid, ali se svakako savremenom terapijom može sprečiti dalje napredovanje gubitka vida kod ove progresivne bolesti oka.

## Epidemiologija
Senilna degeneracija makule (skraćeno AMD od Age Related Macular Degeneration) predstavlja vodeći uzrok slepila u razvijenim zemljama i jedan od vodećih oftalmoloških problema savremene oftalmologije.
Morbiditet
Prema dostupnim epidemiološkim podacima, na teritoriji Evrope najčešći uzročnici slepila su:
- senilna degeneracija makule (26%),
- glaukom (20,5%) i
- dijabetična retinopatija (8,9%).

Prema ovim podacima AMD je najzastupljenija u Francuskoj (40%), zatim u Nemačkoj (39%), Holandiji (36,3%), Rusiji (16,30%), a najmanje u Bugarskoj (14%). Njena veća zastupljenost u zemljama Zapadne Evrope u odnosu na zemlje Istočne Evrope objašnjena je dužim životnim vekom, stanovnika Zapadne Evrope.
Životna dob
Rizik za AMD značajno raste sa godinama. U populaciji od 65 do 75 godina starosti on iznosi 10%, dok je u populaciji starijoj od 75 godina 35%.
Rasne razlike
Na području Amerike procenjeno je da je vodeći uzrok oštećenja vida među osobama bele rase senilna degeneracija makule (54,4%), dok su kod osoba crne rase katarakta i glaukom zastupljeni sa više od 60%. Smatra se da je razlog za veću prevalencu katarakte i glaukoma kod osoba crne rase, u odnosu na
senilnu degeneraciju makule, slabija dostupnosti korišćenje zdravstvenih usluga od strane ovih
bolesnika, slabija zdravstvena edukacija i razumevanje problematike od strane samih bolesnika, mada je moguć i uticaj kombinacije različitih faktora rizika poput hiperglikemije i hipertenzije.
Muško-ženski odnos
Zapaženo je češće javljanje AMD kod bolesnika ženskog pola (1,03%) u odnosu na muški (0,90%). British Journal of Ophthalmology 2006. godine objavio je studiju po kojoj ljudi koji žive sa osobom koja puši imaju dvostruko veći rizik za nastanak degeneracije žute mrlje.

## Etiopatogeneza
Senilna degeneracija makule je bolest koja zahvata „tačku jasnog vida” u ljudskom oku – makulu - žutu mrlju, odnosno deo mrežnjače koji je odgovoran za centralni vid i razlikovanje detalja. 
Žuta mrlja ili makula koja se sastoji od fotoreceptora - ćelija (čepića i štapića), koje su visokospecijalizovane da primaju svetlosni nadražaj, i potom iste pretvaraju u nervni impuls koji se nervnim putem prenosi do centara u mozgu, gde se vrši njihova analiza i dobija slika posmatranog predmeta. Njihov gust raspored u makuli omogućava dobru oštrinu vida, raspoznavanje detalja i likova, čitanje, pisanje, raspoznavanje boja.
Vlažnu formu senilne degeneracije makule karakteriše eksudacija iz nenormalno rastućih krvnih sudova u makuli, što rezultuje progresivnom degeneracijom fotoreceptora i retinalnog pigmentnog epitela (RPE). Tokom bolesti, abnormalni rast krvnih usodva u mrežnjaći povećava rizik od krvarenja i nastaje kao rezultat porasta nivoa VEGF. Nakon toga, povećana akumulacija retinalne tečnosti dovodi do edema i funkcionalnog propadanja mređnjaće. Nedavno je optička koherentna tomografija (OCT) pokazala da strukturne promene retinalnog pigmentnog epitela i mrežnjaće dovode do taloženja tečnosti na različitim lokacijama koje postaju sve važnije kao biomarkeri u praćenju ove bolesti.
Senilna degeneracija makule (AMD) ne izaziva totalno slepilo, ali izaziva pogoršanje kvaliteta života zamućenjem vida i ispadima u centralnom delu vidnog polja. Makularna degeneracija razvija se pospeno i bezbolno. Vid može slabiti neravnomerno, na jednom oku više nego na drugom, a isto tako može na drugom oku vid ostati sačuvan puno duže. U tom se slučaju teže primećuju nastale promene, jer dobar vid na jednom oku kompenzuje nedostatke obolelog oka. Poteškoće s vidom i kvalitetom života nastaju kada promene zahvate oba oka (npr pri gledanju na časovnik pacijent kazaljke vidi zamagljeno, dok sate vidi jasno).
Definicija aktivnosti u vlažnoj formi senilne degeneracije makule uglavnom se zasniva na 3 parametra:
- Gubitak oštrine vida od  ≥ 5 slova (VA)
- Dokaz o novom krvarenju
- Prisustvo intraretinalne tečnosti (IRF) i subretinalne tečnosti (SRF) dokazano na OCT skeniranju

Dok se centralna debljina mrežnjače  (CRT) koristi kao biomarker za kontrolu i praćenje povlačenja edema u kliničkim ispitivanjima, u praksi se pojava lokalizacije tečnosti u različitim segmentima retine koristi kao prognostička vrednost.
Prisutnost retinalne tečnosti i povećanje centralna debljina mrežnjače pokazatelji su aktivnosti bolesti:  pa je važno procenu aktivnosti bolesti izvršitii analizom tečnosti uz pomoć OCT, a ne na najbolje prilagođenim indikatorima zasnovanim na oštrini vida (BCVA).  Na to posebno ukazuju smernice kliničke prakse sa Kraljevskog koledža za oftalmologiju (RCO) i Evropskog društva stručnjaka za mrežnjaću  (EURETINA) koji navode da je tečnost u bilo kom odeljku mrežnjače otkriveni na OCT pokazatelj aktivne bolesti i preporučuju lečenje zasnovano na evakuaciji tečnosti.

## Faktori rizika za nastanak AMD
Multifaktorijalni aspekt bolesti značajan je u njenom nastanku, a kao najznačajniji faktori rizika ističu se godine starosti, nasleđe i pušenje. 
Životna dob
Rizik dobijanja ovog oboljenja raste sa godinama starosti.
Nasledni fakor
Genetska predispozicija jedan je od važnih faktora za nastanak bolesti. Najnovije studije pokazale su prisustvo specifičnih varijanti različitih gena kod većine bolesnika koji boluju od senilne degeneracije žute mrlje.
Pušenje
Pušenje (kako aktivno, tako i pasivno) jedan je od bitnih faktora rizika za nastanak senilne degeneracije žute mrlje.
Gojaznost
Gojazni pacijenti sa degeneracijom žute mrlje imaju dvostruko veći rizik od nastanka težih formi degeneracije žute mrlje od ljudi normalne telesne težine.
Nedovoljna fizička aktivnost
Umerena fizička aktivnost, koja se upražnjava najmanje tri puta nedeljno, smanjuje rizik od progesije bolesti.

## Klinička slika
Od znakova i simptoma dominiraju:
- Zamućen vid — kod osobe sa eksudativnom makularnom degeneracijom često ima brzi tok sa nastupom gubitka vida.
- Centralni skotomi (sene ili područja s nedostatkom vida)
- Iskrivljen vid (metamorfopsija) – rešetke ravnih linija izgledaju talasasto i delovi rešetke se mogu pojaviti beli. Pacijenti to često prvo primete gledajući u mini-zastore u svojoj kući.
- Problem razlikovanja boja; posebno tamnih od tamnih i svetlih od svetlih.
- Spori oporavak vidne funkcije nakon izloženosti jakom svetlu.
- Gubitak kontrastnog senzibiliteta.

## Dijagnoza
Rana detekcija promena je od bitnog značaja kod senilne degeneracije makule. i obuhvata:
- Detaljni oftalmološki pregled koji podrazumeva pregled očnog dna i praćewe vidne oštrine, jer je u kliničkom smislu, veoma je bitno pratiti vidnu oštrinu i vidni komfor pacijenta (subjektivna metoda koja se izvodi pomoću optotipa i Amsler rešetke sa akcentom na centralni skotom i krivljenje slike ispred ispitivanog oka)
- Izvođenje Amslerovog testa (kojim se mogu ispitati funkcije makule)
- Optička koherentna tomografija (skraćeno OCT), je zlatni standard u dijagnostici, kojom se omogućava topografski način prikazivanja svih slojeva mrežnjače i precizna detekcija patoloških promena, a pre svega praćenja veličine eksudacije u samoj makuli. Pored postavljanja rane i prave dijagnoze OCT ima važnu ulogu i u praćenju progresije bolesti i rezultata terapije (jer je vidnu funkcionalnost pacijent duže vreme nakon primene terapije ne primećuje kao subjektivno poboljšanje dok se ono na OCT registruje već nakon nekoliko dana). Iz kliničkog iskustva i prateći vežeće protokole, OCT je još uvek samo pomoćna metoda u dijagnostici. Suštinski, pacijentu nije ni bitno da se objašnjava da mu je bolje, već to poboljšanje mora stvarno i da uoči.

## Terapija
Lečenje vlažne forme senilne degeneracije makule zahteva agresivniji terapijski pristup koji podrazumeva primenu Anti–VEGF terapije (npr Avastin) direktno u staklasto telo obolelog oka.
Kako sva oštećenja u dubljim slojevima mrežnјače nastaju kao posledica oslobađanja VEGF faktora rasta koji dovodi do formiranja novih krvnih sudova i dalje do krvarenja, formiranja ožiljaka i značajnog pada vida, primena avastina (antitela na VEGF faktor rasta), koji se nakon ubrizgavanju u oko vezuje za VEGF faktor rasta, blokira njegovo dejstvo i sprečava nastanak novih krvnih sudova kao i delimično povlačenje već formiranih krvnih sudova.
U slučajevima kada postoje indikacije za primenu Anti—VEGF terapije, porebno je dati veći broj injekcija da se bolest stavi pod kontrolu, jer se ne može unapred reći koliko je injekcija potrebno i da li će se bolest ponovo javiti nakon poslednje primene leka.
Preporučen način lečenja je aplikacije anti-VEGF faktora (vascular endothelial growth factor-aa, ili, slobodno prevodeći, vaskularnog endotelijalnog faktora rasta), intravitrealno (u staklasto telo oka), pod standardnim sterilnim uslovima i u ponovljenim dozama. Doza se ponavlja na četiri ili šest nedelja ili prema potrebi i kliničkoj slici.

### Terapija prema vodiču Evropskog udruženja retinologa
Prema vodiču Evropskog udruženja retinologa, danas se za lečenje subfoealnih CNV koriste isključivo i samo anti-VEGF lekovi koji su prošli sveže ispitivanja, kao što su:
Pegaptanib sodium (Macugen, Eyetech Pharmaceuticals, Inc-Pfizer Inc.)
Lek je odobren za upotrebu 2004. godine. To je aptamer sa specifičnim inhibicijom VEGF 165 izoformi. Bezbednost i efikasnost leka su potvrđeni: VISION (VEFG Inhibition Study in Ocular Neovascularisation) studijom.
Ranibizumab (Lucentis, Genentech, Inc-Novartis Pharma AG)
Lek je odobren za upotrebu juna 2006. godine. To je monoklonalno antitelo dobijeno fragmentacijom lanca bevacizumaba. Njegova efikasnost i bezebednost su potvrđeni: MARINA (Minimally/Classic Occult Trialod Anti-VEGF antibody ranibiyumab in the Treatment of Neovascular Age-related macular degeneration) studijom, i ANCHOR (Anti-VEGF Antibody for the Treatmentof Predominantly Classic Choroidal Neovascularization inAMD ) studijom.
Bevacizubam (Avastin)
Ovaj lek, sa sličnim mehanizmom delovanja, kao prethodni, za nas u Srbiji je od posebnog interesa, jer je trenutno jedini lek iz grupe anti-VEGF faktora koji se može preporučiti pacijentima sa vlažnom makulopatijom (horoidalnom neovaskularizacijom u Srbiji. Dosadašnje studije pokazalesu da je Avastin efikasan, bezbedan a veoma jeftin lek.
Iako postoje pretpostavke da je lek retinalno toksičan, ima i istraživanja koja to opovrgavaju, i zaključuju da doza bevacizumaba za intravitrealnu primenu do 2,5 mg nije toksična za retinu.
Uz ipak preporučenu dozu za bezbednu intravitrealnu primenu, koja je nešto manja i iznosi 1—1,25 mg, potpuna stabilizacija barijere postiže se 28 dana nakon aplikacije anti VEGF leka. Lek se već testiran i kod proliferative dijabetičke retinopatije,  rubeoze irisa i makularnog edema usled okluzije centralne retinalne vene.
Sve u svemu, nepovoljni očni događaji nakon intravitrealne injekcije anti-VEGF lekova, uključujući endoftalmitis, odvajanje mrežnice i povišen intraokularni pritisak (IOP), u svim dosada sprovedenim studijama, bili su retki (≤ 1%).

## Napomene
1. ↑  Efekat leka je praćen u odnosu na optički nerv,[34] i na hemato-okularnu barijeru.[35]

## Literatura
- Rishi P. Singh, Insights Into Neovascular Age-Related Macular Degeneration Treatment Medscape Education Family Medicine, Medscape Education, 2019

## Spoljašnje veze
- Senilna makularna degeneracija oka - Ishrana bolesnika

|  | Molimo Vas, obratite pažnju na važno upozorenje u vezi sa temama iz oblasti medicine (zdravlja). |